# Walid Azaiez
Walid Azaiez (Tunisi, 25 aprile 1976) è un ex calciatore tunisino, di ruolo difensore.

## Carriera

### Nazionale
Con la maglia della Nazionale ha esordito nel 1999, collezionando 16 presenze e tre reti in tre anni, oltre al due partecipazioni alla Coppa d'Africa.